# Chavib Deh
Chavīb Deh (farsi) è una città dello shahrestān di Abadan, circoscrizione di Centrale, nella provincia iraniana del Khūzestān. Nel 2006 aveva una popolazione di 6.491 abitanti.